# Xã Bingham, Quận Leelanau, Michigan
Xã Bingham (tiếng Anh: Bingham Township) là một xã thuộc quận Leelanau, tiểu bang Michigan, Hoa Kỳ. Năm 2010, dân số của xã này là 2.497 người.